# Stadtbezirk Mitte (Leipzig)
Der Stadtbezirk Mitte ist einer von 10 Stadtbezirken in Leipzig und liegt in der Mitte der Stadt. Er umfasst zahlreiche Baudenkmale, von denen der größte Teil in der Innenstadt von Leipzig liegt (Ortsteil Zentrum), die durch den Innenstadtring begrenzt wird:
- das Opernhaus,
- das Europahaus,
- das Gewandhaus,
- das City-Hochhaus auf dem Augustusplatz,
- das Krochhochhaus,
- das Wintergartenhochhaus,
- die Thomaskirche,
- die Nikolaikirche,
- das Neue Rathaus, das Stadthaus und das Trias-Hochhaus,
- das Alte Rathaus auf dem Leipziger Markt,
- die Universität.

Im Südwesten des Stadtbezirks liegt ein Teil des Clara-Zetkin-Parks sowie das Bundesverwaltungsgericht. Im Norden befinden sich der Leipziger Zoo und der Hauptbahnhof Leipzig. Im Südosten liegen der Bayerische Bahnhof, die Deutsche Nationalbibliothek, die Russische Gedächtniskirche sowie das alte Messegelände in der Nähe des Völkerschlachtdenkmals im benachbarten Ortsteil Probstheida.
Die Ausfahrt Leipzig-Mitte der Bundesautobahn 14 liegt etwa 5 Kilometer von der Mitte des Stadtbezirks entfernt im Norden von Leipzig.

## Lage
An den Stadtbezirk Mitte grenzen die folgenden Stadtteile:
| Lindenau  | Gohlis Eutritzsch                           | Schönefeld             |
| Plagwitz  | Kompassrose, die auf Nachbargemeinden zeigt | Neustadt-Neuschönefeld |
| Schleußig | Südvorstadt Connewitz                       | Reudnitz-Thonberg      |

### Ortsteile
Der Stadtbezirk Mitte besteht aus sieben Ortsteilen.

00 Zentrum
01 Zentrum-Ost
02 Zentrum-Südost
03 Zentrum-Süd
04 Zentrum-West
05 Zentrum-Nordwest
06 Zentrum-Nord

Zum Stadtbezirk gehören folgende Teilgebiete:
- Drallewatsch im Ortsteil Zentrum
- Museumsquartier im Ortsteil Zentrum
- Nordvorstadt in Zentrum-Nord
- Waldstraßenviertel in Zentrum-Nordwest
- Ostvorstadt in Zentrum-Ost
- Graphisches Viertel in Zentrum-Ost
- Innere Südvorstadt in Zentrum-Süd
- Musikviertel in Zentrum-Süd
- Seeburgviertel in Zentrum-Südost
- Medizinisches Viertel in Zentrum-Südost
- Innere Westvorstadt in Zentrum-West
- Bachviertel in Zentrum-West

## Einwohnerzahl
Am 30. Juni 2022 zählte der Stadtbezirk 69.214 Einwohner.

## Geschichte und städtebauliche Entwicklung
Die Entwicklung der Stadt Leipzig nahm auf dem Gebiet des heutigen Stadtbezirks Mitte ihren Anfang. Im Bereich des Brühls gab es im 7./8. Jahrhundert eine slawische Besiedlung, während die städtische Keimzelle im Bereich der deutschen Burg (urbs libzi) lag. Sie befand sich im Bereich des heutigen Matthäikirchhofs. Nicht weit davon entfernt, kreuzten sich im Mittelalter die Fernhandelsstraßen Via regia und Via imperii, wobei letztere noch im heutigen Straßennamen Reichsstraße präsent ist.

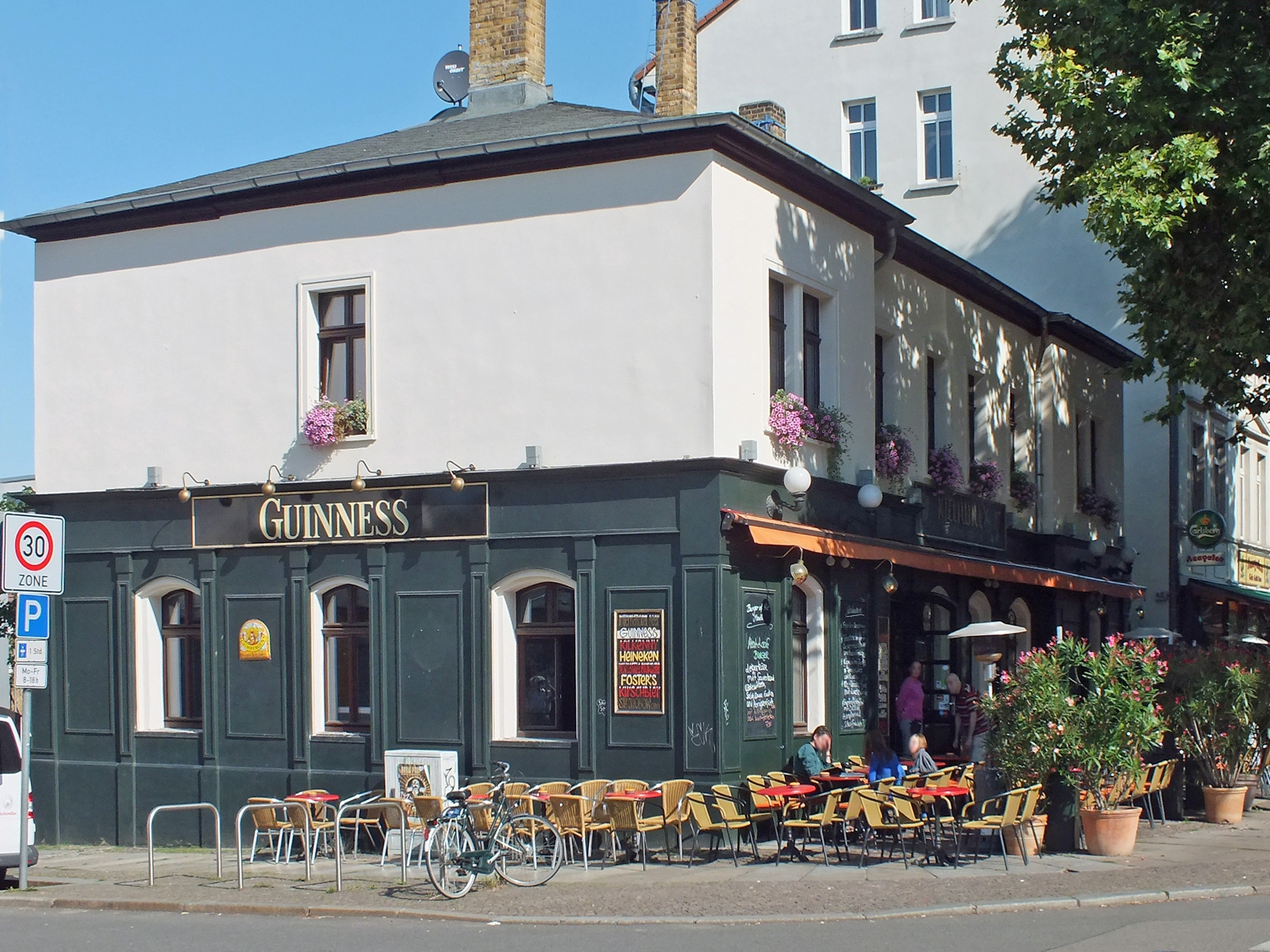
Wachgebäude des ehemaligen Zeitzer Tors von 1856 an der alten Stadtgrenze in der Karl-Liebknecht-Straße (2013)

Im 13. Jahrhundert hatte die Stadt Leipzig eine Ausdehnung, die nur im Norden über die heutige Innenstadt (Ortsteil Zentrum) hinausging und die durch die mächtigen Stadtmauern auf 42 Hektar begrenzt war. Der heutige Stadtbezirk Mitte umfasst hingegen auch die Vorstädte, die sich im Wesentlichen erst nach der allmählichen Beseitigung der Mauern und Gräben nach dem Siebenjährigen Krieg entwickelten. Zuvor waren diese durch Kriegsereignisse (Schmalkaldischer Krieg und Dreißigjähriger Krieg) zwei Mal nahezu komplett vernichtet worden. Bis in die 1830er Jahre waren nur kleine Bereiche außerhalb der Innenstadt bebaut. Diese beschränkten sich straßenbegleitend auf die Handelsstraßen, die als Steinwege bezeichnet wurden. Die Stadtgrenzen wurden nach außen verschoben und neue Torhäuser gebaut (innerhalb des Stadtbezirks Mitte).
Das später Alt-Leipzig genannte Gebiet deckt sich grob, aber nicht genau mit dem heutigen Stadtbezirk Mitte. Eine wichtige Voraussetzung für die Bebauung seines nordwestlich, westlichen und südwestlichen Bereiches waren die Planungen der Wasserbauingenieure Kohl und Georgi in den Jahren 1852 bis 1854 und die folgenden Umgestaltungen des Leipziger Gewässerknotens. Im Laufe des 19. Jahrhunderts wurden die ausgedehnten Bürgergärten, die die innere Stadt auf allen Seiten umgaben, nach und nach parzelliert und bebaut. Das führte zu einer starken baulichen Expansion der Vorstädte, wodurch Leipzig 1870 die 100.000-Einwohner-Marke überschritt und zur Großstadt wurde. Durch Eingemeindungen beschränkte sich das Stadtgebiet bald nicht mehr auf Alt-Leipzig. Bei der Volkszählung von 1895 wurde zwischen Alt-Leipzig mit 183.000 Menschen und Neu-Leipzig mit 207.000 Menschen unterschieden. Die Bevölkerungsdichte war damit drei Mal so hoch wie heute im Stadtbezirk Mitte, dessen Bebauungsstruktur um 1900 in etwa bereits die heutige Gestalt hatte.
Das ändert allerdings nichts daran, dass, wie Sebastian Ringel nachweist, kaum ein Stein auf dem anderen geblieben ist und im Laufe der Zeit viele Gebäude durch neue ersetzt worden sind. Angefangen mit dem Bau des Hauptbahnhofs über die Zerstörungen des Zweiten Weltkriegs (Zerstörungsgrad im Stadtbezirk Mitte zwischen 34 und 52 %) und den verändernden Wiederaufbau in der DDR verschwanden ganze Plätze und Straßenzüge. Auch die Entwicklung des Kraftfahrzeugbestands im 20. Jahrhundert und der Ausbau der Straßen führte zu großen Änderungen im Stadtbild.
Gegen Ende des 20. Jahrhunderts setzte sich das Konzept der autoarmen Innenstadt durch, während der Innenstadtring nach den Autobahnen die höchsten Verkehrsbelegungen in Leipzig aufweist. Durch den 2013 eröffneten S-Bahn-Citytunnel hat der Stadtbezirk Mitte insgesamt 4 unterirdische Bahnstationen erhalten.
Der Stadtbezirk Mitte verschaffte sich 1989 mit den Leipziger Montagsdemonstrationen einen Platz in der Weltgeschichte, da diese das Ende der DDR und des Ostblocks beschleunigten.

## Kommunalpolitik
Im Stadtbezirk Mitte gibt es einen Stadtbezirksbeirat im Sinne von § 71 der Sächsischen Gemeindeordnung. Die Stadtbezirksbeiräte werden von der Ratsversammlung nach jeder Kommunalwahl neu gewählt. Sie haben elf Mitglieder und einen vom Oberbürgermeister eingesetzten Vorsitzenden, der im Stadtrat jedoch kein Stimmrecht hat. Die Stadtbezirksbeiräte sind über wichtige Angelegenheiten, die den Stadtbezirk betreffen, zu unterrichten und zu hören.